# هرنگوسرشتت
هرنگوسرشتت (به آلمانی: Herrengosserstedt) یک منطقهٔ مسکونی در آلمان است که در ان در پوستسترابی واقع شده‌است. هرنگوسرشتت ۵۹۶ نفر جمعیت دارد.